# Pampa salitrera

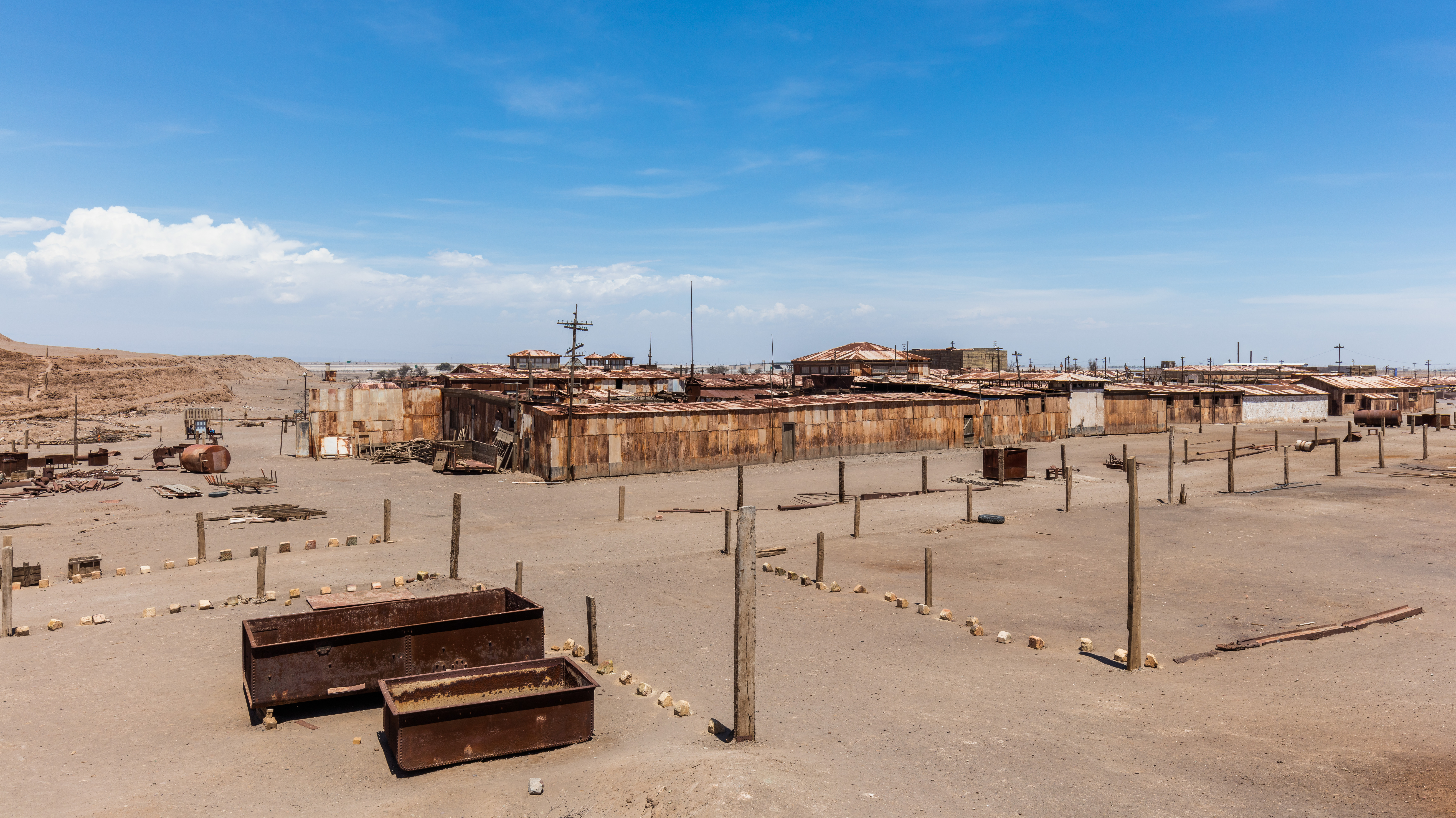
Oficina salitrera Humberstone, situada en el corazón de la Pampa salitrera.

La Pampa salitrera es una región histórica de la zona norte de Chile. Se caracteriza por ser el espacio geográfico en el cual las oficinas salitreras se asentaron durante el periodo de la fiebre del salitre de los siglos XIX a XX.

## Definición
El término hace tanto alusión a la similitud del territorio en cuestión con la "pampa", en su acepción genérica como llanura extensa y de escasa o nula vegetación, como a la principal actividad económica del lugar durante su apogeo desde la década de 1870 hasta la Primera Guerra Mundial y la Crisis de 1929.[cita requerida]
Si bien las oficinas salitreras se instalaron en las actuales regiones chilenas de Tarapacá y Antofagasta, por lo general el término hace referencia sólo al territorio comprendido entre las oficinas a las afueras de Pisagua y Lagunas.[cita requerida]
La pampa salitrera corresponde históricamente al territorio desértico ubicado en la antigua Provincia de Tarapacá, el que se convirtió en el primer polo activo del ciclo salitrero, donde la industria salitrera adquirió el carácter e importancia que mantuvo desde la década de 1870 hasta la de 1920, si bien para esta última fecha sería desplazada por la Provincia de Antofagasta.

## Historia
La vida en la pampa era una vida difícil, pues había pocos atractivos naturales al territorio: en la región más árida del planeta, se concentraban sus habitantes en pequeños campamentos mineros, una paradoja casi inverosímil frente al vasto desierto en medio del cual se levantaban. Pese a la hostilidad y abrumadora extensión de su entorno, los hombres y mujeres de la pampa fueron capaces de dominar todo el espacio de explotación del nitrato, ya fuera recorriéndolo a pie, en mulas, carretas o ferrocarriles salitreros. La gran afluencia de personas que llegaron hasta la pampa salitrera, zona no sólo geográficamente inhóspita sino además con duras condiciones de trabajo, se explicaba por el poderoso incentivo de un mejor salario.

La vida del desierto es algo muy difícil de apreciar por las personas que no conocen o no han experimentado por sí mismos sus rigores; la vida del desierto en Tarapacá es mil veces más terrible que la de las minas en Atacama, o la de la cordillera en el sur de Chile, porque aquí se sufren todas las desventajas de ambas regiones sin poder gozar de ninguna de sus comodidades. Se comprenderá entonces que el que se aventura a lanzarse en ese infierno, procura, en cuanto de sí depende, consagrarse al trabajo con frenesí hasta obtener un pequeño capital...
El Veintiuno de Mayo, Iquique, 17 de enero de 1884

Con el transcurso del ciclo salitrero, la configuración del paisaje social de la pampa salitrera cambió mucho, tanto en aspectos humanos como materiales. «Las pequeñas oficinas de paradas de los años cincuenta, con sus pocas decenas de operarios, sus 'hornillas de cocina' y sus chozas de costra y caliche, cedieron lugar hacia fin de siglo a las gigantescas oficinas Shanks, coronadas de importantes chimeneas, pobladas de motores y estructuras metálicas, alumbradas por electricidad, con centenas o, incluso, miles de operarios desparramados por las pampas circundantes y habitando campamentos que, en muchos casos, ya iban adquiriendo fisonomía de pueblos, con sus respectivas calles, plazas y edificios públicos». Sin embargo, hubo cosas que cambiaron poco o nada: «la pampa salitrera seguía exhibiendo su vocación esencial de aridez y sacrificio, de horizontes abiertos y soledad, que tan indeleblemente se grabó en todos aquellos que llegaron a ella en busca de un futuro mejor y que, a menudo, pese a la mala impresión inicial, terminaron radicándose allí».